# 名古屋証券取引所プレミア市場上場企業一覧
名古屋証券取引所プレミア市場上場企業一覧（なごやしょうけんとりひきじょプレミアじょうじょうきぎょういちらん）は、名古屋証券取引所プレミア市場に上場している企業の一覧である。2025年3月26日時点での企業数は171社。

## 一覧
| コード | 銘柄名                                         | 33業種区分           | 都道府県 | 設立 (創業) | 上場       | 公式ウェブサイト | 名証 |
| ------ | ---------------------------------------------- | -------------------- | -------- | ----------- | ---------- | ---------------- | ---- |
| 1712   | ダイセキ環境ソリューション                     | 建設業               | 愛知県   | 1996年11月  | 2004年12月 | 公式ウェブサイト | 名証 |
| 1766   | 東建コーポレーション                           | 建設業               | 愛知県   | 1976年07月  | 1997年03月 | 公式ウェブサイト | 名証 |
| 1780   | ヤマウラ                                       | 建設業               | 長野県   | 1960年08月  | 1995年09月 | 公式ウェブサイト | 名証 |
| 1801   | 大成建設                                       | 建設業               | 東京都   | 1917年12月  | 1957年09月 | 公式ウェブサイト | 名証 |
| 1803   | 清水建設                                       | 建設業               | 東京都   | 1937年08月  | 1961年10月 | 公式ウェブサイト | 名証 |
| 1812   | 鹿島建設                                       | 建設業               | 東京都   | 1930年03月  | 1961年10月 | 公式ウェブサイト | 名証 |
| 1870   | 矢作建設工業                                   | 建設業               | 愛知県   | 1949年05月  | 1982年05月 | 公式ウェブサイト | 名証 |
| 1878   | 大東建託                                       | 不動産業             | 東京都   | 1974年06月  | 1989年03月 | 公式ウェブサイト | 名証 |
| 1893   | 五洋建設                                       | 建設業               | 東京都   | 1950年04月  | 1962年08月 | 公式ウェブサイト | 名証 |
| 1928   | 積水ハウス                                     | 建設業               | 大阪府   | 1960年08月  | 1970年08月 | 公式ウェブサイト | 名証 |
| 1946   | トーエネック                                   | 建設業               | 愛知県   | 1944年10月  | 1962年04月 | 公式ウェブサイト | 名証 |
| 2053   | 中部飼料                                       | 食料品               | 愛知県   | 1949年03月  | 1961年10月 | 公式ウェブサイト | 名証 |
| 2139   | 中広                                           | サービス業           | 岐阜県   | 1978年05月  | 2007年02月 | 公式ウェブサイト | 名証 |
| 2169   | CDS                                            | サービス業           | 愛知県   | 1980年02月  | 2007年12月 | 公式ウェブサイト | 名証 |
| 2207   | 名糖産業                                       | 食料品               | 愛知県   | 1947年02月  | 1959年02月 | 公式ウェブサイト | 名証 |
| 2209   | 井村屋グループ                                 | 食料品               | 三重県   | 1947年04月  | 1961年10月 | 公式ウェブサイト | 名証 |
| 2424   | ブラス                                         | サービス業           | 愛知県   | 1998年04月  | 2016年03月 | 公式ウェブサイト | 名証 |
| 2485   | ティア                                         | サービス業           | 愛知県   | 1997年07月  | 2006年06月 | 公式ウェブサイト | 名証 |
| 2686   | ジーフット                                     | 小売業               | 東京都   | 1971年10月  | 2000年12月 | 公式ウェブサイト | 名証 |
| 2722   | IKホールディングス                             | 小売業               | 愛知県   | 1982年05月  | 2001年12月 | 公式ウェブサイト | 名証 |
| 2734   | サーラコーポレーション                         | 小売業               | 愛知県   | 2002年05月  | 2002年04月 | 公式ウェブサイト | 名証 |
| 2753   | あみやき亭                                     | 小売業               | 愛知県   | 1995年06月  | 2002年12月 | 公式ウェブサイト | 名証 |
| 2811   | カゴメ                                         | 食料品               | 愛知県   | 1914年12月  | 1976年11月 | 公式ウェブサイト | 名証 |
| 3028   | アルペン                                       | 小売業               | 愛知県   | 1972年07月  | 2006年03月 | 公式ウェブサイト | 名証 |
| 3086   | J.フロント リテイリング                        | 小売業               | 東京都   | 2007年09月  | 2007年09月 | 公式ウェブサイト | 名証 |
| 3091   | ブロンコビリー                                 | 小売業               | 愛知県   | 1983年12月  | 2007年11月 | 公式ウェブサイト | 名証 |
| 3116   | トヨタ紡織                                     | 輸送用機器           | 愛知県   | 1950年05月  | 1950年08月 | 公式ウェブサイト | 名証 |
| 3186   | ネクステージ                                   | 小売業               | 愛知県   | 1998年12月  | 2013年07月 | 公式ウェブサイト | 名証 |
| 3202   | ダイトウボウ                                   | 繊維製品             | 東京都   | 1896年02月  | 1949年05月 | 公式ウェブサイト | 名証 |
| 3205   | ダイドーリミテッド                             | 繊維製品             | 東京都   | 1949年10月  | 1950年05月 | 公式ウェブサイト | 名証 |
| 3221   | ヨシックスホールディングス                     | 小売業               | 愛知県   | 1985年04月  | 2014年12月 | 公式ウェブサイト | 名証 |
| 3232   | 三重交通グループホールディングス               | 不動産業             | 三重県   | 2006年10月  | 2006年10月 | 公式ウェブサイト | 名証 |
| 3321   | ミタチ産業                                     | 卸売業               | 愛知県   | 1976年07月  | 2004年04月 | 公式ウェブサイト | 名証 |
| 3447   | 信和                                           | 金属製品             | 岐阜県   | 2014年08月  | 2018年03月 | 公式ウェブサイト | 名証 |
| 3524   | 日東製網                                       | 繊維製品             | 東京都   | 1910年08月  | 1949年06月 | 公式ウェブサイト | 名証 |
| 3543   | コメダホールディングス                         | 卸売業               | 愛知県   | 2014年11月  | 2016年06月 | 公式ウェブサイト | 名証 |
| 3571   | ソトー                                         | 繊維製品             | 愛知県   | 1923年02月  | 1950年05月 | 公式ウェブサイト | 名証 |
| 3771   | システムリサーチ                               | 情報・通信業         | 愛知県   | 1981年03月  | 2005年06月 | 公式ウェブサイト | 名証 |
| 4062   | イビデン                                       | 電気機器             | 岐阜県   | 1912年11月  | 1949年05月 | 公式ウェブサイト | 名証 |
| 4063   | 信越化学工業                                   | 化学                 | 東京都   | 1926年09月  | 1949年05月 | 公式ウェブサイト | 名証 |
| 4072   | 電算システムホールディングス                   | 情報・通信業         | 岐阜県   | 2021年07月  | 2021年07月 | 公式ウェブサイト | 名証 |
| 4206   | アイカ工業                                     | 化学                 | 愛知県   | 1936年10月  | 1949年05月 | 公式ウェブサイト | 名証 |
| 4430   | 東海ソフト                                     | 情報・通信業         | 愛知県   | 1970年05月  | 2019年02月 | 公式ウェブサイト | 名証 |
| 4439   | 東名                                           | 情報・通信業         | 三重県   | 1997年12月  | 2019年04月 | 公式ウェブサイト | 名証 |
| 4463   | 日華化学                                       | 化学                 | 福井県   | 1941年09月  | 1993年09月 | 公式ウェブサイト | 名証 |
| 4502   | 武田薬品工業                                   | 医薬品               | 東京都   | 1925年01月  | 1949年05月 | 公式ウェブサイト | 名証 |
| 4530   | 久光製薬                                       | 医薬品               | 佐賀県   | 1944年05月  | 1962年09月 | 公式ウェブサイト | 名証 |
| 4658   | 日本空調サービス                               | サービス業           | 愛知県   | 1964年04月  | 1996年11月 | 公式ウェブサイト | 名証 |
| 4681   | リゾートトラスト                               | サービス業           | 愛知県   | 1973年04月  | 1997年09月 | 公式ウェブサイト | 名証 |
| 4732   | ユー・エス・エス                               | サービス業           | 愛知県   | 1980年10月  | 1999年09月 | 公式ウェブサイト | 名証 |
| 5020   | ENEOSホールディングス                          | 石油・石炭製品       | 東京都   | 2010年04月  | 2010年04月 | 公式ウェブサイト | 名証 |
| 5191   | 住友理工                                       | ゴム製品             | 愛知県   | 1929年12月  | 1949年07月 | 公式ウェブサイト | 名証 |
| 5204   | 石塚硝子                                       | ガラス・土石製品     | 愛知県   | 1941年04月  | 1961年07月 | 公式ウェブサイト | 名証 |
| 5331   | ノリタケ                                       | ガラス・土石製品     | 愛知県   | 1904年01月  | 1949年05月 | 公式ウェブサイト | 名証 |
| 5332   | TOTO                                           | ガラス・土石製品     | 福岡県   | 1917年05月  | 1949年05月 | 公式ウェブサイト | 名証 |
| 5333   | 日本碍子                                       | ガラス・土石製品     | 愛知県   | 1919年05月  | 1949年05月 | 公式ウェブサイト | 名証 |
| 5334   | 日本特殊陶業                                   | ガラス・土石製品     | 愛知県   | 1936年10月  | 1949年05月 | 公式ウェブサイト | 名証 |
| 5344   | MARUWA                                         | ガラス・土石製品     | 愛知県   | 1973年04月  | 1995年08月 | 公式ウェブサイト | 名証 |
| 5384   | フジミインコーポレーテッド                     | ガラス・土石製品     | 愛知県   | 1953年03月  | 1995年04月 | 公式ウェブサイト | 名証 |
| 5401   | 日本製鉄                                       | 鉄鋼                 | 東京都   | 2012年10月  | 1950年10月 | 公式ウェブサイト | 名証 |
| 5406   | 神戸製鋼所                                     | 鉄鋼                 | 兵庫県   | 1911年06月  | 1949年05月 | 公式ウェブサイト | 名証 |
| 5461   | 中部鋼鈑                                       | 鉄鋼                 | 愛知県   | 1950年02月  | 1961年10月 | 公式ウェブサイト | 名証 |
| 5471   | 大同特殊鋼                                     | 鉄鋼                 | 愛知県   | 1950年02月  | 1950年09月 | 公式ウェブサイト | 名証 |
| 5802   | 住友電気工業                                   | 非鉄金属             | 大阪府   | 1911年12月  | 1949年05月 | 公式ウェブサイト | 名証 |
| 5938   | LIXIL                                          | 金属製品             | 東京都   | 1949年09月  | 1985年08月 | 公式ウェブサイト | 名証 |
| 5947   | リンナイ                                       | 金属製品             | 愛知県   | 1950年09月  | 1979年11月 | 公式ウェブサイト | 名証 |
| 5992   | 中央発條                                       | 金属製品             | 愛知県   | 1948年12月  | 1961年10月 | 公式ウェブサイト | 名証 |
| 6036   | KeePer技研                                     | サービス業           | 愛知県   | 1993年02月  | 2015年02月 | 公式ウェブサイト | 名証 |
| 6055   | ジャパンマテリアル                             | サービス業           | 三重県   | 1997年04月  | 2011年12月 | 公式ウェブサイト | 名証 |
| 6103   | オークマ                                       | 機械                 | 愛知県   | 1937年03月  | 1949年05月 | 公式ウェブサイト | 名証 |
| 6134   | FUJI                                           | 機械                 | 愛知県   | 1959年04月  | 1964年05月 | 公式ウェブサイト | 名証 |
| 6136   | オーエスジー                                   | 機械                 | 愛知県   | 1938年03月  | 1964年12月 | 公式ウェブサイト | 名証 |
| 6201   | 豊田自動織機                                   | 輸送用機器           | 愛知県   | 1926年11月  | 1949年05月 | 公式ウェブサイト | 名証 |
| 6203   | 豊和工業                                       | 機械                 | 愛知県   | 1907年02月  | 1949年05月 | 公式ウェブサイト | 名証 |
| 6293   | 日精樹脂工業                                   | 機械                 | 長野県   | 1947年10月  | 1991年12月 | 公式ウェブサイト | 名証 |
| 6325   | タカキタ                                       | 機械                 | 三重県   | 1945年03月  | 1962年11月 | 公式ウェブサイト | 名証 |
| 6339   | 新東工業                                       | 機械                 | 愛知県   | 1934年10月  | 1954年06月 | 公式ウェブサイト | 名証 |
| 6340   | 澁谷工業                                       | 機械                 | 石川県   | 1949年06月  | 1982年02月 | 公式ウェブサイト | 名証 |
| 6345   | アイチコーポレーション                         | 機械                 | 埼玉県   | 1962年02月  | 1981年01月 | 公式ウェブサイト | 名証 |
| 6407   | CKD                                            | 機械                 | 愛知県   | 1943年04月  | 1962年10月 | 公式ウェブサイト | 名証 |
| 6430   | ダイコク電機                                   | 機械                 | 愛知県   | 1973年07月  | 2002年11月 | 公式ウェブサイト | 名証 |
| 6448   | ブラザー工業                                   | 電気機器             | 愛知県   | 1998年10月  | 1963年01月 | 公式ウェブサイト | 名証 |
| 6465   | ホシザキ                                       | 機械                 | 愛知県   | 1947年02月  | 2008年12月 | 公式ウェブサイト | 名証 |
| 6470   | 大豊工業                                       | 機械                 | 愛知県   | 1944年12月  | 1999年03月 | 公式ウェブサイト | 名証 |
| 6473   | ジェイテクト                                   | 機械                 | 愛知県   | 1935年01月  | 1949年05月 | 公式ウェブサイト | 名証 |
| 6501   | 日立製作所                                     | 電気機器             | 東京都   | 1920年02月  | 1949年05月 | 公式ウェブサイト | 名証 |
| 6504   | 富士電機                                       | 電気機器             | 東京都   | 1923年08月  | 1949年05月 | 公式ウェブサイト | 名証 |
| 6508   | 明電舎                                         | 電気機器             | 東京都   | 1917年06月  | 1949年05月 | 公式ウェブサイト | 名証 |
| 6547   | グリーンズ                                     | サービス業           | 三重県   | 1964年01月  | 2017年03月 | 公式ウェブサイト | 名証 |
| 6564   | ミダックホールディングス                       | サービス業           | 静岡県   | 1964年07月  | 2017年12月 | 公式ウェブサイト | 名証 |
| 6586   | マキタ                                         | 機械                 | 愛知県   | 1938年12月  | 1962年08月 | 公式ウェブサイト | 名証 |
| 6623   | 愛知電機                                       | 電気機器             | 愛知県   | 1942年05月  | 1961年10月 | 公式ウェブサイト | 名証 |
| 6651   | 日東工業                                       | 電気機器             | 愛知県   | 1948年11月  | 1981年01月 | 公式ウェブサイト | 名証 |
| 6676   | バッファロー                                   | 電気機器             | 愛知県   | 1986年07月  | 2003年10月 | 公式ウェブサイト | 名証 |
| 6702   | 富士通                                         | 電気機器             | 東京都   | 1935年06月  | 1949年05月 | 公式ウェブサイト | 名証 |
| 6718   | アイホン                                       | 電気機器             | 愛知県   | 1948年06月  | 1990年11月 | 公式ウェブサイト | 名証 |
| 6752   | パナソニックホールディングス                   | 電気機器             | 大阪府   | 1935年12月  | 1949年05月 | 公式ウェブサイト | 名証 |
| 6902   | デンソー                                       | 輸送用機器           | 愛知県   | 1949年12月  | 1951年12月 | 公式ウェブサイト | 名証 |
| 6995   | 東海理化電機製作所                             | 輸送用機器           | 愛知県   | 1948年08月  | 1961年10月 | 公式ウェブサイト | 名証 |
| 6999   | KOA                                            | 電気機器             | 長野県   | 1947年05月  | 1961年12月 | 公式ウェブサイト | 名証 |
| 7011   | 三菱重工業                                     | 機械                 | 東京都   | 1950年01月  | 1950年05月 | 公式ウェブサイト | 名証 |
| 7012   | 川崎重工業                                     | 輸送用機器           | 東京都   | 1896年10月  | 1949年05月 | 公式ウェブサイト | 名証 |
| 7059   | コプロ・ホールディングス                       | サービス業           | 愛知県   | 2006年10月  | 2019年03月 | 公式ウェブサイト | 名証 |
| 7102   | 日本車輌製造                                   | 輸送用機器           | 愛知県   | 1896年09月  | 1949年05月 | 公式ウェブサイト | 名証 |
| 7135   | ジャパンクラフトホールディングス               | 小売業               | 愛知県   | 2022年01月  | 2022年01月 | 公式ウェブサイト | 名証 |
| 7203   | トヨタ自動車                                   | 輸送用機器           | 愛知県   | 1937年08月  | 1949年05月 | 公式ウェブサイト | 名証 |
| 7205   | 日野自動車                                     | 輸送用機器           | 東京都   | 1942年05月  | 1949年05月 | 公式ウェブサイト | 名証 |
| 7213   | レシップホールディングス                       | 輸送用機器           | 岐阜県   | 2010年10月  | 2005年12月 | 公式ウェブサイト | 名証 |
| 7220   | 武蔵精密工業                                   | 輸送用機器           | 愛知県   | 1944年01月  | 1998年12月 | 公式ウェブサイト | 名証 |
| 7231   | トピー工業                                     | 輸送用機器           | 東京都   | 1921年10月  | 1949年05月 | 公式ウェブサイト | 名証 |
| 7241   | フタバ産業                                     | 輸送用機器           | 愛知県   | 1945年11月  | 1968年11月 | 公式ウェブサイト | 名証 |
| 7245   | 大同メタル工業                                 | 輸送用機器           | 愛知県   | 1939年11月  | 1961年10月 | 公式ウェブサイト | 名証 |
| 7250   | 太平洋工業                                     | 輸送用機器           | 岐阜県   | 1930年08月  | 1962年11月 | 公式ウェブサイト | 名証 |
| 7259   | アイシン                                       | 輸送用機器           | 愛知県   | 1965年08月  | 1952年07月 | 公式ウェブサイト | 名証 |
| 7266   | 今仙電機製作所                                 | 輸送用機器           | 愛知県   | 1939年02月  | 1996年12月 | 公式ウェブサイト | 名証 |
| 7282   | 豊田合成                                       | 輸送用機器           | 愛知県   | 1949年06月  | 1978年12月 | 公式ウェブサイト | 名証 |
| 7283   | 愛三工業                                       | 輸送用機器           | 愛知県   | 1938年12月  | 1980年11月 | 公式ウェブサイト | 名証 |
| 7322   | 三十三フィナンシャルグループ                   | 銀行業               | 三重県   | 2018年04月  | 2018年04月 | 公式ウェブサイト | 名証 |
| 7380   | 十六フィナンシャルグループ                     | 銀行業               | 岐阜県   | 2021年10月  | 2021年10月 | 公式ウェブサイト | 名証 |
| 7389   | あいちフィナンシャルグループ                   | 銀行業               | 愛知県   | 2022年10月  | 2022年10月 | 公式ウェブサイト | 名証 |
| 7467   | 萩原電気ホールディングス                       | 卸売業               | 愛知県   | 1948年03月  | 1995年10月 | 公式ウェブサイト | 名証 |
| 7485   | 岡谷鋼機                                       | 卸売業               | 愛知県   | 1937年05月  | 1995年12月 | 公式ウェブサイト | 名証 |
| 7514   | ヒマラヤ                                       | 小売業               | 岐阜県   | 1991年08月  | 1996年09月 | 公式ウェブサイト | 名証 |
| 7593   | VTホールディングス                             | 小売業               | 愛知県   | 1983年03月  | 1998年09月 | 公式ウェブサイト | 名証 |
| 7607   | 進和                                           | 卸売業               | 愛知県   | 1951年02月  | 1999年08月 | 公式ウェブサイト | 名証 |
| 7630   | 壱番屋                                         | 小売業               | 愛知県   | 1982年07月  | 2000年02月 | 公式ウェブサイト | 名証 |
| 7649   | スギホールディングス                           | 小売業               | 愛知県   | 1982年03月  | 2001年08月 | 公式ウェブサイト | 名証 |
| 7723   | 愛知時計電機                                   | 精密機器             | 愛知県   | 1949年06月  | 1949年12月 | 公式ウェブサイト | 名証 |
| 7747   | 朝日インテック                                 | 精密機器             | 愛知県   | 1976年07月  | 2004年07月 | 公式ウェブサイト | 名証 |
| 7751   | キヤノン                                       | 電気機器             | 東京都   | 1937年08月  | 1949年05月 | 公式ウェブサイト | 名証 |
| 7780   | メニコン                                       | 精密機器             | 愛知県   | 1957年07月  | 2015年06月 | 公式ウェブサイト | 名証 |
| 7931   | 未来工業                                       | 化学                 | 岐阜県   | 1965年08月  | 2006年09月 | 公式ウェブサイト | 名証 |
| 7943   | ニチハ                                         | ガラス・土石製品     | 愛知県   | 1956年06月  | 1989年12月 | 公式ウェブサイト | 名証 |
| 8015   | 豊田通商                                       | 卸売業               | 愛知県   | 1948年07月  | 1961年10月 | 公式ウェブサイト | 名証 |
| 8031   | 三井物産                                       | 卸売業               | 東京都   | 1947年07月  | 1949年05月 | 公式ウェブサイト | 名証 |
| 8130   | サンゲツ                                       | 卸売業               | 愛知県   | 1953年04月  | 1980年11月 | 公式ウェブサイト | 名証 |
| 8160   | 木曽路                                         | 小売業               | 愛知県   | 1952年09月  | 1987年11月 | 公式ウェブサイト | 名証 |
| 8285   | 三谷産業                                       | 卸売業               | 東京都   | 1949年08月  | 1988年07月 | 公式ウェブサイト | 名証 |
| 8306   | 三菱UFJフィナンシャル・グループ                | 銀行業               | 東京都   | 2001年04月  | 2001年04月 | 公式ウェブサイト | 名証 |
| 8309   | 三井住友トラスト・ホールディングス             | 銀行業               | 東京都   | 2002年02月  | 2002年01月 | 公式ウェブサイト | 名証 |
| 8316   | 三井住友フィナンシャルグループ                 | 銀行業               | 東京都   | 2002年12月  | 2002年12月 | 公式ウェブサイト | 名証 |
| 8361   | 大垣共立銀行                                   | 銀行業               | 岐阜県   | 1896年03月  | 1971年10月 | 公式ウェブサイト | 名証 |
| 8368   | 百五銀行                                       | 銀行業               | 三重県   | 1878年11月  | 1973年04月 | 公式ウェブサイト | 名証 |
| 8522   | 名古屋銀行                                     | 銀行業               | 愛知県   | 1949年02月  | 1961年10月 | 公式ウェブサイト | 名証 |
| 8601   | 大和証券グループ本社                           | 証券、商品先物取引業 | 東京都   | 1999年04月  | 1961年10月 | 公式ウェブサイト | 名証 |
| 8604   | 野村ホールディングス                           | 証券、商品先物取引業 | 東京都   | 1925年12月  | 1961年10月 | 公式ウェブサイト | 名証 |
| 8609   | 岡三証券グループ                               | 証券、商品先物取引業 | 東京都   | 1944年08月  | 1973年06月 | 公式ウェブサイト | 名証 |
| 8616   | 東海東京フィナンシャル・ホールディングス       | 証券、商品先物取引業 | 東京都   | 1929年06月  | 1987年06月 | 公式ウェブサイト | 名証 |
| 8725   | MS&ADインシュアランス グループホールディングス | 保険業               | 東京都   | 2008年04月  | 2008年04月 | 公式ウェブサイト | 名証 |
| 8803   | 平和不動産                                     | 不動産業             | 東京都   | 1947年07月  | 1949年05月 | 公式ウェブサイト | 名証 |
| 8904   | AVANTIA                                        | 不動産業             | 愛知県   | 1989年11月  | 2002年07月 | 公式ウェブサイト | 名証 |
| 8920   | 東祥                                           | サービス業           | 愛知県   | 1979年03月  | 2004年02月 | 公式ウェブサイト | 名証 |
| 9022   | 東海旅客鉄道                                   | 陸運業               | 愛知県   | 1987年04月  | 1997年10月 | 公式ウェブサイト | 名証 |
| 9048   | 名古屋鉄道                                     | 陸運業               | 愛知県   | 1921年06月  | 1949年05月 | 公式ウェブサイト | 名証 |
| 9076   | セイノーホールディングス                       | 陸運業               | 岐阜県   | 1946年11月  | 1971年11月 | 公式ウェブサイト | 名証 |
| 9306   | 東陽倉庫                                       | 倉庫・運輸関連業     | 愛知県   | 1926年03月  | 1949年05月 | 公式ウェブサイト | 名証 |
| 9310   | 日本トランスシティ                             | 倉庫・運輸関連業     | 三重県   | 1942年12月  | 1949年11月 | 公式ウェブサイト | 名証 |
| 9368   | キムラユニティー                               | 倉庫・運輸関連業     | 愛知県   | 1973年10月  | 1995年03月 | 公式ウェブサイト | 名証 |
| 9402   | 中部日本放送                                   | 情報・通信業         | 愛知県   | 1950年12月  | 1960年10月 | 公式ウェブサイト | 名証 |
| 9428   | クロップス                                     | 情報・通信業         | 愛知県   | 1977年11月  | 2005年08月 | 公式ウェブサイト | 名証 |
| 9502   | 中部電力                                       | 電気・ガス業         | 愛知県   | 1951年05月  | 1951年08月 | 公式ウェブサイト | 名証 |
| 9531   | 東京瓦斯                                       | 電気・ガス業         | 東京都   | 1885年10月  | 1949年05月 | 公式ウェブサイト | 名証 |
| 9533   | 東邦瓦斯                                       | 電気・ガス業         | 愛知県   | 1922年06月  | 1949年05月 | 公式ウェブサイト | 名証 |
| 9793   | ダイセキ                                       | サービス業           | 愛知県   | 1958年10月  | 1995年07月 | 公式ウェブサイト | 名証 |
| 9900   | サガミホールディングス                         | 小売業               | 愛知県   | 1970年03月  | 1991年09月 | 公式ウェブサイト | 名証 |
| 9956   | バローホールディングス                         | 小売業               | 岐阜県   | 1958年07月  | 1993年10月 | 公式ウェブサイト | 名証 |
| 9982   | タキヒヨー                                     | 卸売業               | 愛知県   | 1912年11月  | 1994年07月 | 公式ウェブサイト | 名証 |
| 9987   | スズケン                                       | 卸売業               | 愛知県   | 1946年08月  | 1994年08月 | 公式ウェブサイト | 名証 |